# ادواردو کوانت
ادواردو کوانت (انگلیسی: Eduardo Conget؛ زادهٔ ۲۲ ژوئن ۱۹۷۷) بازیکن فوتبال اهل اسپانیا است.
از باشگاه‌هایی که در آن بازی کرده‌است می‌توان به باشگاه خیمناستیک تاراگونا و باشگاه فوتبال اوساسونا اشاره کرد.